# Electric Six
Electric Six är ett amerikanskt indierockband från Detroit, Michigan. Bandet bildades under namnet The Wildbunch 1996. Musiken har inslag av garagerock, disco, punkrock, new wave och metal. Bandet släppte debutlåtarna "Danger! High Voltage" och "Gay Bar" år 2003. Sångaren Dick Valentine (Tyler Spencer) är bandets främsta låtskrivare.

## Medlemmar
Nuvarande medlemmar
- Dick Valentine (Tyler Spencer) - sång (1996-idag)
- Johnny Na$hinal (John Nash) - gitarr (2003-idag)
- Smorgasbord! (Keith Thompson) - bas (2007-idag)
- Tait Nucleus? (Christopher Tait) - keyboard (1996-idag)
- Percussion World (Mike Alonso) - trummor (2005-idag)
- Da Vé (Dave Malosh) - gitarr (2012-idag)

Originaluppsättning
- Dick Valentine (Tyler Spencer) - sång
- Rock and Roll Indian (Anthony Selph) - gitarr (1996-2003)
- Surge Joebot (Joe Frezza) - gitarr (1996-2003)
- Disco (Steve Nawara) - bas (1996-2003)
- M (Cory Martin) - trummor (1996-2004)

Tidigare medlemmar
- The Colonel (Zach Shipps) - gitarr (2003-2012)
- John R. Dequindre (Chris Peters) - bas (2003-2007)
- Frank Lloyd Bonaventure (Mark Dundon) - bas (2003-?)

## Diskografi
Album som The Wildbunch
- 1997 - Don't Be Afraid of the Robot
- 1998 - Live at the Gold Dollar

Singlar som The Wildbunch
- 1996 - I Lost Control (Of My Rock 'n' Roll)
- 1997 - The Ballade of MC Sucka DJ
- 2001 - Danger! High Voltage

Studioalbum som Electric Six
- 2003 - Fire
- 2006 - Señor Smoke
- 2006 - Switzerland
- 2007 - I Shall Exterminate Everything Around Me That Restricts Me From Being The Master
- 2008 - Flashy
- 2009 - Kill
- 2010 - Zodiac
- 2011 - Heartbeats & Brainwaves
- 2013 - Mustang
- 2014 - Human Zoo
- 2015 - Mimicry And Memories
- 2015 - Bitch, Don't Let Me Die!
- 2016 - Fresh Blood For Thirsty Vampyres

Livealbum som Electric Six
- 2012 - Absolute Pleasure

Singlar som Electric Six
- 2003 - Danger! High Voltage
- 2003 - Gay Bar
- 2003 - Dance Commander
- 2004 - Vibrator
- 2004 - Radio Ga Ga
- 2010 - Jam It in the Hole
- 2011 - Interchangable Knife (Dubai Bros. Remix)